# روبن غاوسي
روبن غاوسي (بالإنجليزية: Reuben Gauci)‏ هو لاعب كرة قدم ومدرب كرة قدم مالطي في مركز حراسة المرمى، ولد في 28 أكتوبر 1983 في مليحة في مالطا. شارك مع منتخب مالطا لكرة القدم. أما مع النوادي، فقد لعب مع نادي بيركيركارا ونادي فلوريانا ونادي مارساشلوك.

## وصلات خارجية
- روبن غاوسي على موقع قاعدة بيانات كرة القدم.إي يو (الإنجليزية)
- روبن غاوسي على موقع ناشيونال فوتبول تيمز (الإنجليزية)